# Niederhasli
Niederhasli é uma comuna da Suíça, situada no distrito de Dielsdorf, no cantão de Zurique. Tem 11,24 km² de área e sua população em 2018 foi estimada em 9.264 habitantes.